# نادي بولونيا
 نادي بولونيا 1909 لكرة القدم (بالإنكليزية: Bologna Football Club 1909)، نادي كرة قدم إيطالي يقع في مدينة بولونيا, عاصمة إقليم إميليا رومانيا، تأسس عام 1909 ويطلق عليه اسم (روسو بلو) لانه يلبس الفانيلة باللون الأزرق والأحمر، خلال تاريخ النادي استطاع الفوز بلقب الدوري الإيطالي 7 مرات كان آخرها موسم 1963-1964 حيث يعد سادس أنجح الأندية على مستوى بطولة الدوري الإيطالي.
و سيلعب الفريق هذا الموسم في دوري الدرجة الثانية منذ آخر موسم قضاه في مصاف الفرق الكبرى في موسم 2004-2005، يلعب الفريق مبارياته على ملعبه المعروف باسم  ريناتو دالارا الذي يستوعب ما يقارب 39,444 متفرج.

## التاريخ
ولد نادي بولونيا لكرة القدم رسميا الأحد 3 تشرين الأول / أكتوبر 1909. انتخب رئيسا لويس راوخ وهو طبيب أسنان سويسري، ونائبا للرئيس جوزيبي ديلا فالي. في شتاء 1910 جرى تعديل القمصان بخطوط رأسية، مع الحفاظ على الألوان الأصلية: الأحمر والأزرق. وبعد الفوز ببطولة إميليا، نظمت في أيار / مايو من عام 1910 مباراة ودية مع بطل إيطاليا إنتر ميلان عندما حقق الميلانيون الفوز فقط في أواخر المباراة 1-0 أمام جمهور كبير ومتحمس، وقد أعطت الصورة الجيدة التي ظهر بها بولونيا الحق للاكتتاب لأول مرة في دوري الدرجة الأولى في موسم 1910-11.
في السنين الأولى لعب بولونيا في مجموعة فينيتو - إميليا ولم يتمكن أبدا من التأهل إلى نهائي البطولة ضد الفائز من مجموعة ليغوريا - لومبارديا - بييمونتي. انقطاع النشاط الحرب العالمية الأولى، ولعبت فقط مباريات ودية وبطولات المنظمة في أحسن الأحوال.
بعد نهائي شمال إيطاليا، فقد بطولة 1920-21 مع برو فرشيلي، وظهر لأول مرة انجيلو سكيافيو في عام 1922، وخسرت نهائي رابطة الشمال في عام 1924 مع جنوة، وجاء أول فوز بلقب الدوري الإيطالي لبولونيا في موسم 1924-25، وكان الخصم أيضا جنوة الذي انحنى فقط بخامس لقاء ينتيجة (2-0) وقد لعبت في ميلانو وراء أبواب مغلقة لتفادي تكرار الحوادث بين الأنصار كما في المباريات السابقة. وثم فاز بنهائي البطولة على ألبا روما 4-0 و 2-0.

## التشكيلة الحالية
ملاحظة: تشير الأعلام إلى المنتخب الوطني على النحو المحدد في قواعد الأهلية للفيفا. قد يحمل اللاعبون أكثر من جنسية واحدة غير تابعة للفيفا.
| الرقم | البلد      | المركز | اللاعب            |
| ----- | ---------- | ------ | ----------------- |
| 1     | إيطاليا    | حارس   | إميليانو فيفيانو  |
| 3     | البرازيل   | مدافع  | رافاييل سانتوس    |
| 5     | إيطاليا    | وسط    | ماسيمو موتاريلي   |
| 6     | الأوروغواي | مدافع  | ميغيل بريتوس      |
| 7     | إيطاليا    | وسط    | فرانشيسكو فالياني |
| 8     | إيطاليا    | وسط    | نيكولا مينغازيني  |
| 9     | إيطاليا    | مهاجم  | ماركو دي فايو     |
| 10    | إيطاليا    | وسط    | دافيدي بومبارديني |
| 11    | إيطاليا    | وسط    | لوكا فيجياني      |
| 13    | إيطاليا    | مدافع  | دانييلي بورتانوفا |
| 14    | إيطاليا    | وسط    | روبيرتو غوانا     |
| 15    | إيطاليا    | حارس   | روبيرتو كولومبو   |
| 17    | المغرب     | وسط    | أسامة العزوزي     |
| 18    | اليونان    | مدافع  | فانجيليس موراس    |

| الرقم | البلد      | المركز | اللاعب                 |
| ----- | ---------- | ------ | ---------------------- |
| 19    | إيطاليا    | وسط    | جياكومو تيديتشو        |
| 20    | الأوروغواي | مهاجم  | هينري خيمينيز          |
| 21    | إيطاليا    | مدافع  | كريستيان زينوني        |
| 22    | إيطاليا    | مهاجم  | بابلو دانييل أوزفالدو  |
| 23    | إيطاليا    | مدافع  | سالفاتوري لانا         |
| 25    | الأوروغواي | مهاجم  | مارسيلو زالايتا        |
| 26    | بلجيكا     | وسط    | غابي مودنغاي           |
| 32    | إيطاليا    | وسط    | فيديريكو تشازاريني     |
| 41    | إيطاليا    | مهاجم  | ماسيمو مارازينا        |
| 74    | إيطاليا    | وسط    | لويجي لافيتشيا         |
| 84    | إيطاليا    | مدافع  | أندريا راجي            |
| 85    | البرازيل   | مهاجم  | أديلتون مارتينز بولزان |
|       | إيطاليا    | وسط    | أندريا بولي            |

## الإنجازات
كأس النخبة الدولية:
المركز الثالث
الدوري الإيطالي الدرجة الأولى: 7
- البطل: 1924–25; 1928–29; 1935–36; 1936–37; 1938–39; 1940–41; 1963–64]]
- الوصيف: 1931–32; 1939–40

كأس إيطاليا 3:
- البطل: 1969–70, 1973–74, -2024-2025

كأس ميتروبا 3:
- البطل: 1932, 1934, 1961

كأس إنترتوتو:
- البطل: 1998